# Mike Woolhouse
Mike Woolhouse es un deportista canadiense que compitió en natación. Ganó dos medallas en el Campeonato Pan-Pacífico de Natación de 1989, plata en 4 × 100 m estilos y bronce en 4 × 100 m libre.

## Palmarés internacional
| Campeonato Pan-Pacífico | Campeonato Pan-Pacífico | Campeonato Pan-Pacífico | Campeonato Pan-Pacífico |
| Año                     | Lugar                   | Medalla                 | Prueba                  |
| ----------------------- | ----------------------- | ----------------------- | ----------------------- |
| 1989                    | Tokio (Japón)           | Medalla de plata        | 4 × 100 m estilos       |
| 1989                    | Tokio (Japón)           | Medalla de bronce       | 4 × 100 m libre         |